# Марин I
Марин I (на латински: Marinus PP. I) е римски папа от 16 декември 882 г. до 15 май 884 г.
След встъпването в длъжност напълно реабилитира Формоза Портуенски, връща му кардиналското звание и епископството в Порто, и тогава отново придобива влияние в Рим.
Освобождава англо-саксонците в Рим от налози и такси, като за причина за това се изтъква уважението му към Алфред Велики, владетеля на западните сакси.